# Hospitalsenheder i Region Midtjylland
Liste over Hospitalsenheder i Region Midtjylland giver et overblik over de hospitalsaktiviteter, som Region Midtjylland siden sin oprettelse i 2006/07 har samlet i fem hospitalsenheder, der er struktureret omkring fem hospitaler med akutfunktioner. Oprettelsen af hospitalsenhederne har fastholdt decentrale regionshospitaler, men lægger på længere sigt op til samlingen af hospitalsaktiviteter på færre enheder, bl.a. gennem hospitalsudvidelser og -byggerier i Skejby, Gødstrup og Viborg. Oprettelsen af hospitalsenhederne er sket gennem en løbende proces. Hospitalsenheden Vest eksisterede eksempelvis allerede som organisation i det tidligere Ringkøbing Amts tid og er blevet videreført i Region Midtjylland, imens forløberen for Hospitalsenhed Midt blev oprettet i 2003 som Sygehus Viborg (bestående af sygehusene i Viborg, Skive og Kjellerup) og senere sammenlagdes med regionshospitalerne i Silkeborg og Hammel i 2011. Processen mod de øvrige hospitalsenheder blev først igangsat efter Region Midtjyllands oprettelse.
| Hospitalsenhed              | Regionshospitaler i enheden | År for oprettelsen | Antal ansatte (2013) | Udvidelsesplaner                                                                 |
| --------------------------- | --- | ------------------ | -------------------- | -------------------------------------------------------------------------------- |
| Aarhus Universitetshospital | Skejby og Århus Sygehus (det tidligere Århus Kommunehospital, Århus Amtssygehus, Marselisborg Hospital, Aarhus Universitetshospital, Risskov og Samsø Sygehus) | 2007               | 9.327                | Udvidelse i Skejby for 6,35 mia. kr. frem til 2020                               |
| Hospitalsenhed Midt         | Viborg, Silkeborg, Skive, Hammel Neurocenter | 2011               | 4.300                | Udvidelse i Viborg for 1,15 mia. kr. frem mod 2018                               |
| Hospitalsenheden Vest       | Herning, Holstebro, Lemvig, Ringkøbing og Tarm | 2006               | 4.200                | Opførelse af nyt hospital i Gødstrup ved Herning for 3,15 mia. kr. frem mod 2020 |
| Regionshospitalet Randers   | Regionshospitalet Randers og Grenaa Sundhedshus | 2007               | 1.800                |                                                                                  |
| Hospitalsenheden Horsens    | Regionshospitalet Horsens, Livsstilscenter Brædstrup samt Skanderborg Sundhedscenter                                                                           |                    | 1.450                | Udvidelse i Horsens frem mod 2020                                                |

Ved siden af de somatiske hospitalsenheder ovenfor fungerer Regionspsykiatrien i Region Midtjylland som en selvstændig hospitalsenhed med fem behandlingssteder under sig jf. tabellen nedenfor.
| Hospitalsenhed     | Behandlingssteder                                                                   | År for oprettelsen | Antal ansatte (2012) | Udvidelsesplaner                                                                               |
| ------------------ | ----------------------------------------------------------------------------------- | ------------------ | -------------------- | ---------------------------------------------------------------------------------------------- |
| Regionspsykiatrien | AUH Risskov, Horsens, Randers, Silkeborg, Vest (Herning og Holstebro), Viborg-Skive |                    | 2.700                | Nyt psykiatrisk hospital opføres i Skejby frem mod 2019 til afløsning af hospitalet i Risskov. |

- Aarhus Sygehus i Tage-Hansens Gade i bygninger fra 1935 er en del af Aarhus Universitetshospital.
- Aarhus Universitetshospital i Skejby, hvor hospitalsaktiviterne i den århusianske hospitalsenhed frem mod 2020 bliver samlet.
- Regionshospitalet Viborg er det største hospital i Hospitalsenhed Midt. Her hospitalets 13 etages bygning fra 1970'erne på Heibergs Allé.
- Regionshospitalet Holstebro er en del af Hospitalsenheden Vest. Her den sammensatte bygningsmasse fra forskellige tidsperioder med et højhus i ni etager fra 1970'erne som det nyeste.
- Aarhus Universitetshospital, Risskov er en del af Regionspsykiatrien og har eksisteret som psykiatrisk hospital siden 1852.